# Trifolium foliosum
Trifolium foliosum là một loài thực vật có hoa trong họ Đậu. Loài này được Miniaev miêu tả khoa học đầu tiên năm 1970.